# Società Chimica Italiana
La Società Chimica Italiana (en español: Sociedad Química Italiana) es una sociedad científica, sin ánimo de lucro, fundada en 1909 con el objetivo de promover y supervisar el desarrollo y el progreso de la química y ciencias afines.

## Objetivos de la sociedad
- Promoción de la investigación científica
- Difusión del conocimiento de la importancia de la química y sus aplicaciones
- Procurar el bienestar y el progreso de la nación
- Activar y mantener relaciones con organizaciones de otros países que tengan objetivos similares
- Desarrollo y estímulo del estudio de la química en las universidades y otras escuelas de todos los niveles.

## Publicaciones
La sociedad edita la revista La chimica e l'industria y durante más de un siglo publicó la Gazzetta Chimica Italiana hasta su fusión con otras revistas europeas, para editar European Journal of Inorganic Chemistry y European Journal of Organic Chemistry.

## Estructura
La Società Chimica Italiana se organiza en 17 secciones regionales, 12 divisiones científicas y 18 grupos específicos.
El actual presidente de la Società Chimica Italiana es Vincenzo Barone, de la Escuela Normal Superior de Pisa.

## Actividades
Anualmente organiza un Congreso anual, otras reuniones científicas y los Giochi della Chimica, una especie de Olimpiada de Química.
Otorga cada año una serie de premios y distinciones a científicos que realizan contribuciones sobresalientes en el campo de la química: las medalla de oro que llevan los nombres de Estanislao Cannizzaro, Domenico Marotta, Emanuele Paternó, Giulio Natta, Raffaele Piria y Amedeo Avogadro.